# Чернов, Андрей Александрович
Андрей Александрович Чернов (27 августа 1966 — 16 августа 2017) — советский и российский программист, деятель контркультуры, автор кодировки символов KOI8-R, один из создателей Рунета, автор почтовой программы UUPC/@.

## Биография
В 1980-е годы, после окончания факультета вычислительной математики и кибернетики МГУ, Чернов вошёл в коллектив разработчиков советских операционных систем МНОС и ДЕМОС на кафедре прикладной кибернетики в Институте повышения квалификации Минавтопрома.
В 1990-е годы работал в компании «Демос» — первом российском интернет-провайдере, сеть Релком — и непосредственно участвовал в запуске и наладке первого интернет-канала между Россией и западными странами. В сетевых проектах использовал никнейм @ache.
В 1991—2001 годах занимался разработкой и поддержкой программы UUPC/@, предназначенной для передачи трафика в виде сообщений электронной почты в сети Релком или в любой другой сети, использующей протокол uucp для передачи данных по телефонным линиям или поверх TCP/IP. Создание UUPC/@ позволило подключить к Релкому (работавшему на серверах под управлением UNIX-подобных систем) большое количество новых пользователей в СССР и странах СЭВ с маломощными ПК, работавшими под операционными системами MS-DOS и OS/2.
В 1992—1996 годах Чернов совместно с П. Сушковым занимались российской локализацией шифровальной системы PGP.
В июле 1993 года зарегистрировал в инженерном совете Интернета кодировку символов KOI8-R, ставшую первой стандартизованной кириллической кодировкой в Интернете.
В 1994 году написал перекодировщик текстовых файлов TODOS с CP866, использовавшейся в операционной системе MS-DOS, на KOI8-R.
В 1993—2000 годах входил в FreeBSD Core Team — административный совет, принимающий решения по развитию операционной системы FreeBSD. Чернов являлся первым русским участником в совете проекта. В начале 2000-х годов Чернов свёл к минимуму участие в проекте, поскольку стал называть FreeBSD слишком забюрократизированной структурой, а также из-за запрета на въезд в США, установленного в 2002 году службой гражданства и иммиграции США, из-за чего он не смог посещать ежегодные конференции разработчиков FreeBSDCon, проводившиеся в Америке.
В 2005—2016 годах занимался литературным переводом с английского языка, публикуя произведения в электронном виде на собственном сайте и в печатной форме через издательства Kolonna Publications, Митин журнал.
Последние годы жизни тяжело болел. Скончался 16 августа 2017 года. Церемония прощания прошла 19 августа в подмосковном городе Балашиха.
В декабре 2018 личный сайт Чернова Vniz.net прекратил свою работу по причине истечения срока регистрации домена и был впоследствии восстановлен на новом домене Zachem.ne.jp на основе архивов Wayback Machine и кэшей поисковиков.